# 龙岩站 (平安北道)
龍巖站（韓語：룡암역）是朝鮮民主主義人民共和國平安北道球场郡的一個鐵路車站，属于龍巖線。

## 邻近车站
龍巖線
球场青年站 - 龍巖站